# DB Netz
DB Netz AG er et datterselskab til Deutsche Bahn, der ejer og driver størstedelen af Tysklands jernbaneinfrastruktur (33.291 km i 2019).
DB Netz har hovedkvarter i Frankfurt am Main og har 7 regionale divisioner og en central division. De regionale hovedkvarter er: Berlin (RB øst), Frankfurt (RB central), Duisburg (RB vest), Hanover (RB nord), Karlsruhe (RB sydvest), Leipzig (RB sydøst) og München (RB syd).
1. ↑  Navnet er anført på bokmål og stammer fra Wikidata hvor navnet endnu ikke findes på dansk.